# David Castro González
David Castro González, es un director, guionista y productor español de cine. Ha dirigido los cortometrajes Berta y Luis, Conservación, The Whistler y A2042. Ha coproducido Uka, cortometraje nominado al Goya a Mejor Corto de Animación. Forma parte de los creadores de lag., canal de YouTube de humor. Se licenció en Pedagogía y cursó Comunicación Audiovisual en la Universidad de Burgos. Estudió Dirección de Cine en el Instituto del Cine de Madrid, donde actualmente es profesor.

## Filmografía

### Largometrajes
| Año  | Película | Género | Ocupación |
| ---- | -------- | ------ | --------- |
| 2021 | Somos    | Drama  | Actor     |

### Cortometrajes
| Año  | Película            | Género              | Ocupación                                      |
| ---- | ------------------- | ------------------- | ---------------------------------------------- |
| 2022 | Todo está perdido   | Comedia, Animación  | Productor ejecutivo y director de producción   |
| 2022 | Cole Krsuá          | Comedia, Animación  | Director, guionista, editor y productor        |
| 2022 | Elements            | Fantasía, Animación | Director, guionista, editor y productor        |
| 2021 | Survivers           | Comedia, Terror     | Editor                                         |
| 2019 | Gladiadores         | Drama               | Productor ejecutivo                            |
| 2018 | Enemigos            | Drama               | Productor ejecutivo                            |
| 2018 | Maelstrøm           | Comedia, Thriller   | Editor                                         |
| 2016 | De repente, la vida | Comedia, Drama      | Actor                                          |
| 2016 | Uka                 | Fantasía, Animación | Productor ejecutivo                            |
| 2014 | A2042               | Drama               | Director, guionista, editor y productor        |
| 2012 | Conservación        | Comedia             | Director, guionista, editor y productor        |
| 2012 | The Whistler        | Comedia             | Director, guionista, editor y productor        |
| 2008 | Berta y Luis        | Comedia             | Director, guionista, editor, productor y actor |

### Televisión
| Año       | Título   | Género  | Ocupación                           |
| --------- | -------- | ------- | ----------------------------------- |
| 2014-2015 | Sapristi | Comedia | Director, guionista, editor y actor |